# Marvin Hamlisch
Marvin Frederick Hamlisch, född 2 juni 1944 i New York, död 6 augusti 2012 i Los Angeles, var en amerikansk kompositör och dirigent. 
Han är en av endast sexton personer som har mottagit priserna Emmy, Grammy, Oscar och Tony. Han är dessutom en av två personer som mottagit dessa fyra priser samt Pulitzerpriset (den andre är Richard Rodgers). Hamlisch har även vunnit två Golden Globe.
Bland Hamlischs kända kompositioner finns de framgångsrika Broadwaymusikalerna A Chorus Line och They're Playing Our Song. Han skrev även musik till flera långfilmer och tv-serier. Sedan 1993 var han dirigent under Barbra Streisands konserter. 1977 skrev han musiken till James Bond-filmen Älskade spion (The Spy Who Loved Me). Mest känd är han kanske för musiken i filmen Blåsningen (The Sting, 1973). Musiken är komponerad av ragtimekompositören Scott Joplin, men Hamlisch anpassade och dirigerade versionerna som förekommer i filmen.